# Derek Norris
Derek Ryan Norris (ur. 14 lutego 1989) – amerykański baseballista występujący na pozycji łapacza.

## Przebieg kariery
W czerwcu 2007 roku został wybrany w czwartej rundzie draftu przez Washington Nationals i do końca sezonu 2011 występował w klubach farmerskich tego zespołu, najwyżej na poziomie Double-A. W grudniu 2011 w ramach wymiany zawodników przeszedł do Oakland Athletics, w którym zadebiutował 21 czerwca 2012 w meczu międzyligowym przeciwko Los Angeles Dodgers na O.co Coliseum. Trzy dni później w spotkaniu Bay Bridge Series z San Francisco Giants, w drugiej połowie dziewiątej zmiany przy stanie 1–2 dla Giants, zdobył trzypunktowego, zwycięskiego home runa, który jednocześnie był jego pierwszym w MLB. W lipcu 2014 po raz pierwszy wystąpił w Meczu Gwiazd.
W grudniu 2014 w ramach wymiany zawodników przeszedł do San Diego Padres, zaś dwa lata później do Washington Nationals.
W marcu 2017 podpisał roczny kontrakt z Tampa Bay Rays.

## Nagrody i wyróżnienia
| Nagroda/wyróżnienie | Lata | Źródło |
| All-Star            | 2014 | [ 4 ]  |